# HTC One SC
HTC One SC是台灣手機宏達國際電子旗下One系列的一款智慧型手機，於2012年9月7日於中國發表。搭載Android 4.0.4及HTC Sense 4.1、1Ghz雙核心處理器，使用Beats Audio™音訊技術，4GB ROM及1GB RAM，支援MicroSD最高擴充至32GB。使用4.3吋WVGA螢幕及500萬像素的相機鏡頭。支援雙模雙待(CDMA/GSM)。此款手機僅在中國的中國電信及台灣的亞太電信販賣，宏達電也於同日發表兩隻規格及價格幾乎相同的兩隻手機—中國聯通推出的One SU及中國移動推出的One ST，三支手機主要為外觀上的差異。

## 外部連結
- 中國HTC產品頁面
- 台灣HTC產品頁面